# Soyouz MS-16

Soyouz MS-16 (en russe : Союз МС-16) est une mission spatiale habitée dont le lancement s'est déroulé le 9 avril 2020 depuis le site de lancement 31/6 du cosmodrome de Baïkonour. Il a transporté trois spationautes vers la Station spatiale internationale pour qu'ils participent aux expéditions 62 et 63. Il est le 144e vol habité d'un vaisseau Soyouz, le 141e mis en orbite et le premier lancé par un lanceur Soyouz 2.1a. La capsule a atterri le 22 octobre 2020 à 2h54 (UTC) près de la ville de Jezqazğan au Kazakhstan.

## Équipage

### Principal
- Commandant : Anatoli Ivanichine (3),  Roscosmos
- Ingénieur de vol 1 : Ivan Vagner (1),  Roscosmos
- Ingénieur de vol 2 : Christopher Cassidy (3),  NASA

Le chiffre entre parenthèses indique le nombre de vols spatiaux effectués par l'astronaute, Soyouz MS-16 inclus.

### Réserve
L'équipage de réserve prend la place de l'équipage principal en cas de problème (maladie, accident, etc.).
- Commandant : Sergueï Ryjikov (2),  Roscosmos
- Ingénieur de vol 1 : Andreï Babkine (1),  Roscosmos
- Ingénieur de vol 2 : Stephen Bowen (4),  NASA

## Déroulement
Le lancement a eu lieu le 9 avril à 8h05 (UTC), depuis le site de lancement de Baïkonour au Kazakhstan, la capsule Soyouz MS-16 s'est envolée à bord d'un lanceur Soyouz. Après avoir effectué quatre orbites et ce faisant après six heures de voyage, les trois astronautes se sont amarrés à la station à 16h12 (UTC) le même jour.

## Remarque
L'équipage était initialement composé des russes Nikolaï Tikhonov et Andreï Babkine et du japonais Akihiko Hoshide. En octobre, Chris Cassidy, qui était jusqu'alors dans l'équipage de réserve remplace Hoshide. Les retards du Commercial Crew Development américain ont mené la NASA a effectuer ce changement pour garantir la présence d'un américain dans l'équipage de l'ISS.
Le 20 février, Roscosmos annonce que la partie russe de l'équipage, constituée de Nikolaï Tikhonov et d'Andreï Babkine est remplacée par leur doublure, Anatoli Ivanichine et Ivan Vagner, en raison d'une blessure de Tikhonov.